# Dottrina Wolfowitz

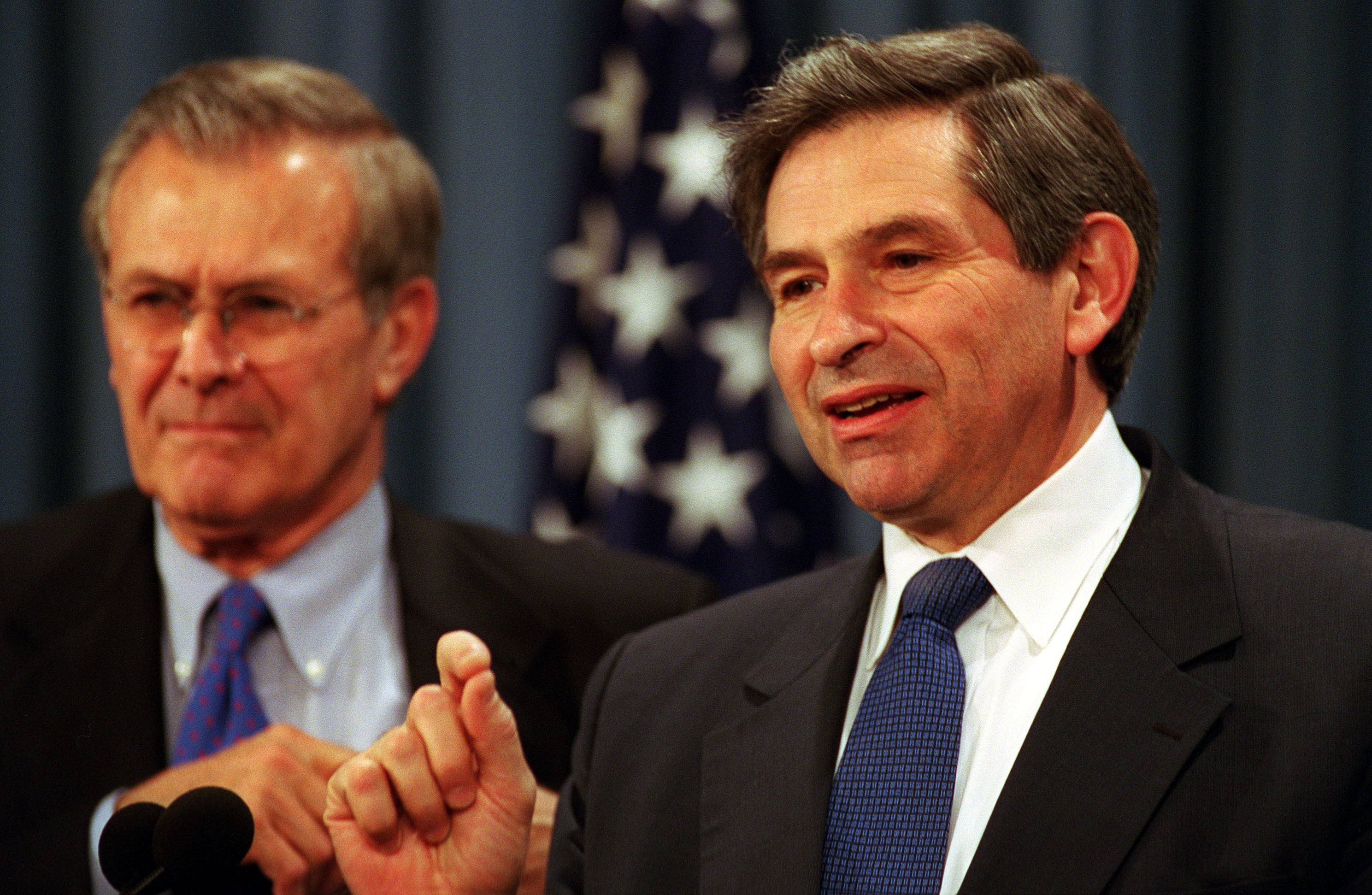
Paul Wolfwovitz (a destra) e Donald Rumsfeld.

La dottrina Wolfowitz è un indirizzo di politica estera degli Stati Uniti d'America teorizzato dall'allora Sottosegretario alla Difesa Paul Wolfowitz (terzo in grado alla dirigenza del Pentagono), contenuto nel Defense Planning Guidance for the 1994-99 (datato 18 febbraio 1992), un documento interno all'amministrazione statunitense distribuito ai capi militari e ai civili del dipartimento della Difesa per istruirli circa le modalità di impegnare le proprie forze e le proprie risorse ai fini del perseguimento degli obiettivi comuni stabiliti dal piano decennale di politica estera.

## Storia
La dottrina Wolfowitz è generalmente considerata come la prima formulazione dell'agenda neoconservatrice americana post-guerra fredda. Il documento teorizzava il ruolo degli USA come unica potenza globale ed esplicitava la necessità di conseguire gli obiettivi di politica estera attraverso il perseguimento di azioni unilaterali. Gli Usa ne avrebbero avuto diritto in quanto unica potenza mondiale rimasta dopo la caduta dell'URSS. Il documento fu successivamente riscritto sotto la supervisione del Segretario alla difesa Dick Cheney e del Capo dello stato maggiore congiunto Colin Powell prima che fosse ufficialmente pubblicato il 16 aprile 1992.
Estratti del piano di difesa, successivamente declassificato nel 2007 e nel 2008, furono propalati sul The New York Times in un articolo a firma di Patrick E. Taylor l'8 marzo 1992. Contenuti del piano furono fatti propri dalla Dottrina Bush. La "Guida alla pianificazione della difesa" per gli anni fiscali 1992-1999 fu il primo documento ufficiale di pianificazione in materia di politica estera elaborato all'indomani della dissoluzione dell'Unione Sovietica. Essa contemplava scenari tenendo conto della vittoria conseguita dagli Usa contro il nemico sovietico. Tesi di fondo del piano era che gli Stati Uniti non dovessero consentire a nessun'altra superpotenza di contenderle l'egemonia globale, che appariva destinata agli USA in quanto vincitori della guerra fredda.